# Battle House Hotel
El Battle House Renaissance Mobile Hotel & Spa es un hotel histórico en Mobile, Alabama. La estructura actual fue construida en 1908. Es el segundo hotel con ese nombre que se encuentra en este lugar, en sustitución de una Battle House anterior construida en 1852, que se incendió en 1905. Es una de las primeras estructuras de estructura de acero en Alabama. 

## Historia
El primer Battle House Hotel fue inaugurado por James Battle y sus dos medios sobrinos, John y Samuel, el 13 de noviembre de 1852 en el sitio de un antiguo cuartel militar establecido por Andrew Jackson durante la Guerra de 1812. El nuevo hotel de los hermanos Battle era un edificio de ladrillo de cuatro pisos, con una galería de hierro fundido de dos pisos. El sitio había albergado otros dos hoteles en los años transcurridos entre Andrew Jackson y los hermanos Battle, el Franklin Hotel y el Waverly Hotel. Ambas estructuras anteriores se habían quemado.
Un evento particularmente notable para el hotel ocurrió cuando Stephen A. Douglas fue huésped del hotel la noche en que perdió la presidencia ante Abraham Lincoln. La primera Casa de Batalla también tuvo invitados notables como Henry Clay, Jefferson Davis, Millard Fillmore, Oscar Wilde y Winfield Scott. Se estableció una estación del Servicio Meteorológico Nacional en Battle House en 1880 y se agregó iluminación eléctrica en 1884. El hotel fue renovado en 1900. Luego, después de más de 50 años en servicio, el hotel se quemó hasta los cimientos el 12 de febrero de 1905.
Después del incendio, los propietarios contrataron a Frank Mills Andrews de la ciudad de Nueva York para diseñar una nueva estructura y se construyó con acero y hormigón. El nuevo hotel reabrió sus puertas en 1908. El hotel siguió siendo un elemento destacado de Mobile durante la primera y la segunda guerra mundial. Woodrow Wilson se alojó en Battle House en 1913. Fue mientras estaba en Battle House que hizo su famosa declaración de que "Estados Unidos nunca más buscará un pie adicional de territorio por conquista". El hotel fue renovado en 1916 y nuevamente en 1949, y en ese momento se agregó aire acondicionado en todas las habitaciones y espacios públicos.
Sheraton Hotels lo compró en 1958 y lo operó como Sheraton-Battle House hasta 1968, cuando lo vendieron a Gotham Hotels, junto con otras diecisiete propiedades envejecidas, y el hotel recuperó su nombre original. En mayo de 1973, fue comprado por ciudadanos locales, quienes lo rebautizaron como Battle House Royale y planearon una renovación completa. Sin embargo, el hotel no tuvo éxito y cerró sus puertas en 1974, y permaneció cerrado durante los siguientes 30 años. El edificio vacío de Battle House Royale se agregó al Registro Nacional de Lugares Históricos en 1975. Para 1980, era el único edificio que quedaba completamente intacto en su cuadra. En 2003, Retirement Systems of Alabama comenzó la restauración del hotel, junto con la construcción de un edificio de oficinas de rascacielos contiguo, que también incluye habitaciones de hotel adicionales en sus pisos inferiores, la RSA Battle House Tower. La restauración histórica de 2 años estuvo a cargo de Smith Dalia Architects, en colaboración con TVSA para el diseño de la torre. El hotel reabrió el 11 de mayo de 2007 como The Battle House Renaissance Mobile Hotel & Spa.
El hotel es miembro de Historic Hotels of America, el programa oficial del National Trust for Historic Preservation.

## Descripción
El edificio de ocho pisos es de estructura de acero con revestimientos de mármol y ladrillo. A nivel de calle presenta un pórtico saliente de una sola planta con columnas toscanas pareadas; el nivel sobre el pórtico tiene logias toscanas empotradas con balaustradas de ventanas individuales. Un amplio entablamento moldeado del tercer piso está coronado por balcones de hierro fundido. Los vanos de las ventanas de toda la fachada tienen dovelas articuladas y los vanos del séptimo nivel también cuentan con balcones de hierro fundido. El nivel del techo presenta una cornisa saliente moldeada con ménsulas de voluta. 
El vestíbulo del hotel cuenta con una claraboya abovedada que data de 1908. El techo y las paredes están elaborados con yeserías y también están pintados con la técnica del trampantojo. Las paredes están pintadas con retratos de Luis XIV de Francia, Jorge III del Reino Unido, Fernando V de Castilla y George Washington.
El Trellis Room, ubicado en el piso del vestíbulo, actualmente alberga un restaurante con una calificación de cuatro diamantes. El restaurante sirve cocina del norte de Italia. El restaurante tiene capacidad para 90 personas y cuenta con una cocina con vista completa para que los clientes puedan ver a los chefs preparar sus comidas. El techo de Trellis Room tiene una bóveda de cañón con un tragaluz de cristal Tiffany.
El piso del vestíbulo también alberga el Crystal Ballroom, conocido como "La primera cosecha de Mobile". En un tiempo fue el restaurante del hotel. La sala ha sido restaurada con colores antiguos, tal como era en 1908. Presenta yeserías ornamentadas con un tema agrícola. La Casa de la Batalla era el lugar favorito de los plantadores del sur para escaparse una vez que se plantaban sus cultivos. El Crystal Ballroom ahora se usa para eventos sociales como bodas, reuniones y bailes de Mardi Gras. El primer baile de Mardi Gras que se llevó a cabo en Battle House fue The Strikers Ball en 1852. En esa época los bailes formaban parte de la celebración del Año Nuevo.